# The Lost Christmas Eve
The Lost Christmas Eve is het vierde studioalbum van het Trans-Siberian Orchestra, dat uitkwam op 12 oktober 2004. Het is het laatste album uit hun kerstmistrilogie. Het boekje, dat bij het album is toegevoegd, bevat een kerstverhaal en tevens alle songteksten en credits.

## Begin van het verhaal rondom het album
Een symfonisch sprookje, waarin een engeltje opnieuw (zoals in de verhalen bij de andere albums) door God 
naar de aarde wordt gestuurd voor een missie, om iemand te vinden die de grootste gelijkenis met Jezus vertoont. Het engeltje landt in New York.

## Nummers
1. Faith Noel (O'Neill)
2. The Lost Christmas Eve (O'Neill, Pitrelli)
3. Christmas Dreams (O'Neill, Kinkel)
4. Wizards In Winter (O'Neill, Kinkel)
5. Remember (O'Neill, Kinkel)
6. Anno Domine (O'Neill)
7. Christmas Concerto (O'Neill)
8. Queen Of The Winter Night (Mozart, O'Neill)
9. Christmas Nights in Blue (O'Neill, Pitrelli)
10. Christmas Jazz
11. Christmas Jam (O'Neill)
12. Siberian Sleigh Ride (O'Neill)
13. What Is Christmas? (O'Neill, Oliva)
14. For The Sake Of Our Brother (O'Neill, Reading, Oakeley)
15. The Wisdom Of Snow (O'Neill, Kinkel, Oliva)
16. Wish Liszt (Toy Shop Madness) (Liszt, O'Neill)
17. Back To A Reason (Part II) (Oliva)
18. Christmas Bells, Carousels & Time (O'Neill, Oliva)
19. What Child Is This? (O'Neill, Kinkel)
20. O' Come Al Ye Faithfull
21. Christmas Canon Rock (O'Neill)
22. Different Wings
23. Midnight Clear (O'Neill, Pitrelli)

## De band
- Robert Kinkel - piano en keyboard
- Jon Oliva - piano en keyboard
- Al Pitrelli - leidende en ritmische gitaar / keyboard
- Paul O'Neill - ritmische gitaar
- Chris Caffery - gitaar
- Tristan Avakian - gitaar
- Angus Clark - gitaar
- Alex Skolnick - gitaar
- Johnny Lee Middleton - basgitaar
- David Z - basgitaar
- Jane Mangini - piano
- Jeff Allegue - basgitaar
- Carmine Giglio - keyboard
- Mee Eun Kim - keyboard
- Jeff Plate - drums
- Takanori Clark - alle hoornen
- John O.Reilly - drums
- John Clark - alle hoornen
- Amy Helm - fluit (solo)
- Dave Wittman - drum-, gitaar- en basinzetten en de kleine dingetjes die de band vergeten is

### Leidende zang
- Jennifer Cella - (Christmas Canon Rock, Different Wings)
- Wendy Eggers - (Queen Of The Winter Night) - Kristin Gorman (live)
- Robert Evan - (What is Christmas?, Back To A Reason & What Child Is This?)
- Gary Giles - (Christmas Jam)
- Michael Lanning - (Christmas Dreams)
- James Robert Lewis (Christmas Nights In Blue)
- J. Mark MCVey (The Lost Christmas Eve)
- Daryl Pediford (For The Sake Of Our Brother)
- Steve Broderick
- Brian Hicks

### Solo kindervocalen
- Gretchen Kinkel & Kelsey Surdan

### Overige snaarinstrumenten
- Mark Wood, David Gold, Lisa Liu, Michelle Satris, Hiroko Taguchi, Dave Eggar, N. Cenovia Cummins & Garo Yellin

## Overigen
- Kinderkoor, waaronder leden van The American Boychoir.
- Rockkoor: (nummer: Anno Domine) 17 personen, waaronder Jon Oliva en Marilyn Villamar.
- Christmas Canon Choir: Robert Evan, Danielle Landherr, Sanya Mateyas & Allie Sheridan
- Gospelkoor (What Child Is This?): Stephanie Rice Anderson, Joslyn Brown, Takeytha Johnson & Latasha Jordan.
- Verhaal en songteksten: Paul O'Neill.
- Overig: vele anderen.

## Coverart en design cdboekje
- Greg Hildebrandt & Larry Freemantle.